# オルタネーティングキャプス
オルタネーティングキャプス(alternating caps)とは、大文字と小文字の区別のある文字において、文章や単語の各文字の大文字と小文字をランダムに変える使用法のことである。通常、単語間のスペースも省略される。スタッドリーキャプス(studly caps)、スティッキーキャプス(sticky caps)ともいう。具体的には、"aLtErNaTiNg cApS"、 "sTuDlY cApS"、"sTiCKycApS"のようなものである。一般的にインターネットにおいて、嘲笑するような口調を伝えるために使用される。

## 歴史
ジャーゴンファイルによれば、この慣習の起源と意義は不明確である。1970年代には、単語識別に関するいくつかの研究で、"alternating case"（オルタネーティングケース）という用語が使用されていた。
パソコン通信の電子掲示板や初期のWWWの文化において、文章中の大文字・小文字を任意に変化させるパターンが、思春期のユーザの間で人気を博していた。この方法は、1980年代以降、電子掲示板やwarezにおいて（FILE_ID.DIZや.nfoファイルなど）、エリート（またはエリート主義者）のような雰囲気を醸し出すために広く使われ、母音を小文字、子音を大文字にしたり("THiS iS aN eXCePTioNaLLy eLiTe SeNTeNCe.")、大文字と小文字の使用法を逆転させたり("eXTENDED kEY gENERERATOR pRO")することがよく行われていた。RenegadeをベースにしたBBSサーバソフトであるiNiQUiTY BBSには、この処理を自動的に行う機能があった。
アメリカのワンマンバンド・ウォーム・カルテットのメンバーの名前"ShoEboX"は、大文字だけを拾うと"SEX"、小文字だけを拾うと"hobo"となるというように、オルタネーティングキャプスで隠れたメッセージを表現することもある。WebメールサービスのHotmailは、当初は"HoTMaiL"と綴られ、大文字を拾うと"HTML"になっていた。
2017年5月に"Mocking SpongeBob"（嘲笑するスポンジ・ボブ）という、オルタネーティングキャプスを使って様々なものを嘲笑するインターネット・ミームが流行し、オルタネーティングキャプスが嘲笑を伝える方法の主流になっていった。

## 使用法と効果
オルタネーティングキャプスは、一般的にテキストメッセージで嘲笑を表すために使用される。
大文字・小文字をランダムにすると、たとえ大文字と小文字を同じ大きさの文字にしていたも、単語の識別が途切れてしまい、読みにくくなる。
SMSなどにおいてシフトキーの押下を避けて全て小文字で入力する（オールローワーケース）のとは対照的に、オルタネーティングキャプスは、片手でシフトキーを押しながら押下するキーを目で確認しながらキーを打ったり、タッチタイピングをしながらシフトキーを間欠的に押したりするなど、入力が面倒になる。